# Wilhelm von Wnuck
Wilhelm von Wnuck (* 1. Mai 1889 in Lautenburg, Westpreußen; † unbekannt) war ein deutscher Politiker der NSDAP, Senator und Präsident des Volkstages in der Freien Stadt Danzig (1931–1936).

## Leben
Wnuck war kaufmännischer Abteilungsleiter und Buchhalter. 1909 bis 1910 leistete er Militärdienst. Wnuck war verheiratet.
Seit 1922 gehörte er der Deutschsozialen Partei in Danzig an und war dort seit Oktober 1922 Vorsitzender der Ortsgruppe Langfuhr. Am 25. Oktober 1925 trat der der NSDAP bei (Mitgliedsnummer 21.335). Er war März 1926 bis etwa Mai 1927 und erneut Februar bis Juni 1930 stellvertretender Vorsitzender des NSDAP-Gaus Danzig. Später war er Richter am Obersten Parteigericht der NSDAP. 
Wnuck war NSDAP-Fraktionsführer im Volkstag und als Volkstagspräsident Preiskommissar sowie Verwaltungsratspräsident der Sparkasse Danzig.